# Alessandro Battilocchio
Alessandro Battilocchio (ur. 3 maja 1977 w Rzymie) – włoski polityk i prawnik, deputowany do Parlamentu Europejskiego VI kadencji, parlamentarzysta krajowy.

## Życiorys
W 2003 ukończył studia prawnicze na Uniwersytecie Luiss-Guido Carli w Rzymie. Później został absolwentem nauk politycznych na Uniwersytecie Rzymskim „La Sapienza”.
W 2001 objął funkcję burmistrza Tolfy, w 2006 został wybrany na kolejną pięcioletnią kadencję. Od 2001 zasiadał w radzie krajowej, a od 2004 w sekretariacie krajowym Nowej Włoskiej Partii Socjalistycznej. Od 2006 zajmował stanowisko zastępcy sekretarza krajowego NPSI. W 2007 odszedł z tego ugrupowania, współtworząc Partię Socjalistyczną Gianniego De Michelisa.
W wyniku wyborów w 2004 został posłem do Parlamentu Europejskiego. Należał do Grupy Socjalistycznej w PE. Brał udział w pracach Komisji Rozwoju, Komisji Petycji oraz delegacji do komisji współpracy parlamentarnej UE-Armenia, UE-Azerbejdżan i UE-Gruzja. W 2009 nie został ponownie wybrany. Przystąpił później do reaktywowanej partii Forza Italia (pozostając jednocześnie członkiem NPSI). W 2018 został wybrany na posła do Izby Deputowanych XVIII kadencji (reelekcja na XIX kadencję w 2022).